# Estació de les Planes
Les Planes és una estació de ferrocarril de la xarxa de Ferrocarrils de la Generalitat de Catalunya (FGC) que pertany a les línies suburbanes S1 i S2 de la línia Barcelona-Vallès, situada al barri de les Planes del districte de Sarrià - Sant Gervasi de Barcelona.
Va ser inaugurada el 28 de novembre de 1916. L'impulsor va ser l'enginyer industrial Carles Emili Montañés, promotor de l'electrificació de la indústria catalana, qui va convèncer l'industrial americà Frederick Stark Pearson perquè invertís en el projecte. Les obres del perllongament de la línia de Sarrià fins a les Planes es van iniciar el 1912 amb la construcció del túnel sota Vallvidrera.
L'any 2016 va registrar l'entrada de 372.398 passatgers.

## Serveis ferroviaris
| Línia Barcelona-Vallès de FGC |                         |                        |             |                         |
| Procedència/Destinació        | <                       | Línia                  | >           | Procedència/Destinació  |
| Barcelona - Pl. Catalunya     | Baixador de Vallvidrera |                        | La Floresta | Terrassa Nacions Unides |
| Barcelona - Pl. Catalunya     | Baixador de Vallvidrera | Sabadell Parc del Nord | La Floresta |                         |

## Galeria d'imatges

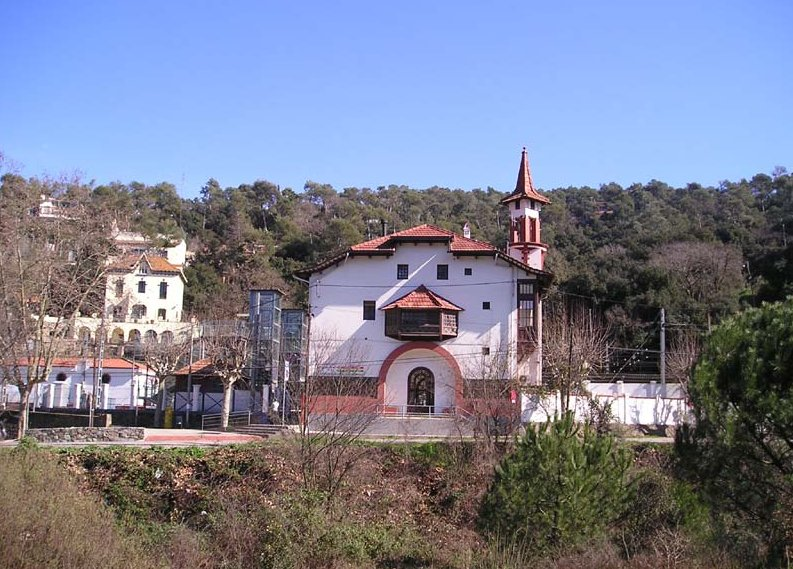
Façana exterior de l'edifici de l'estació
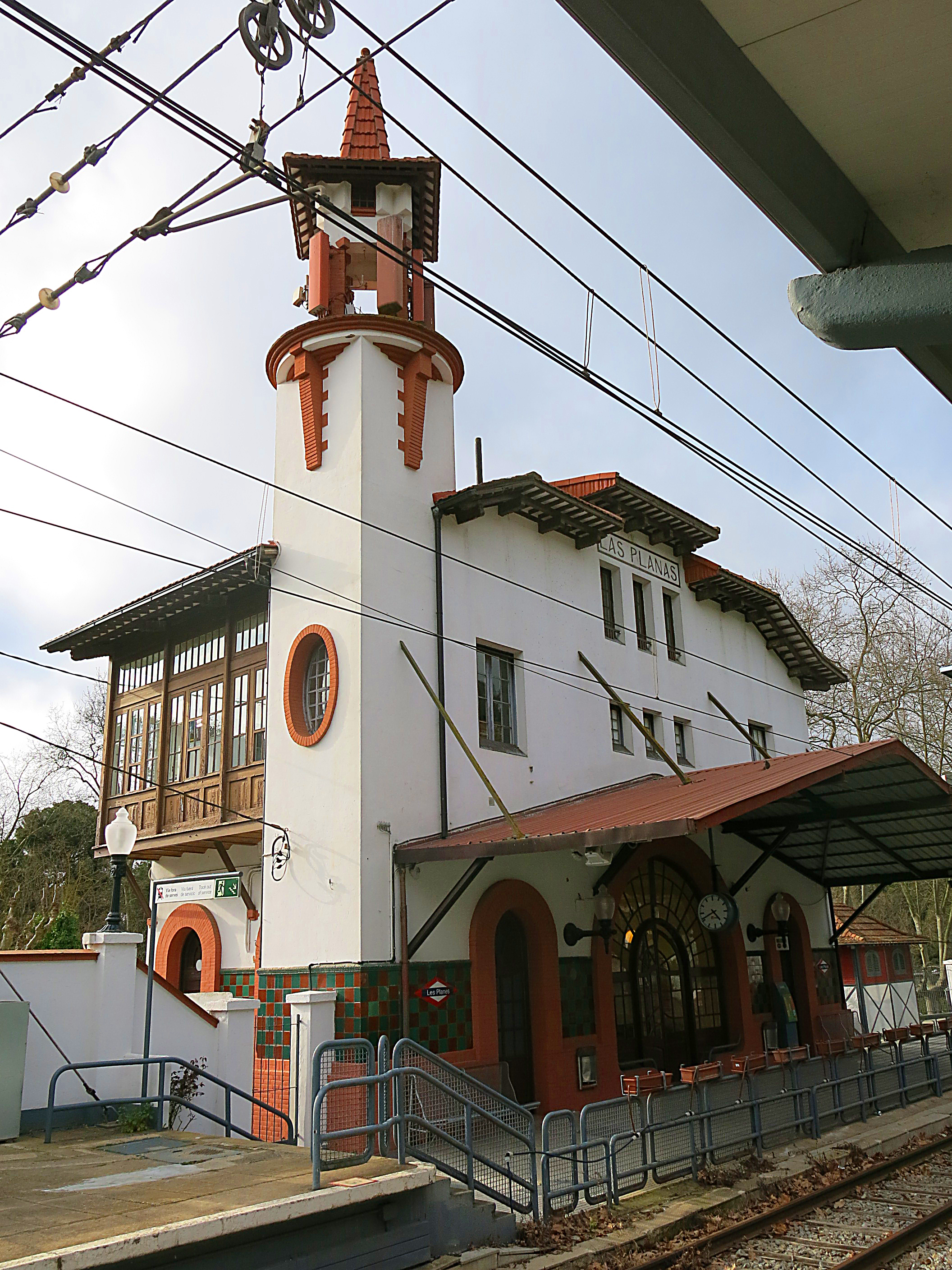
Façana de l'edifici des de l'interior de l'estació
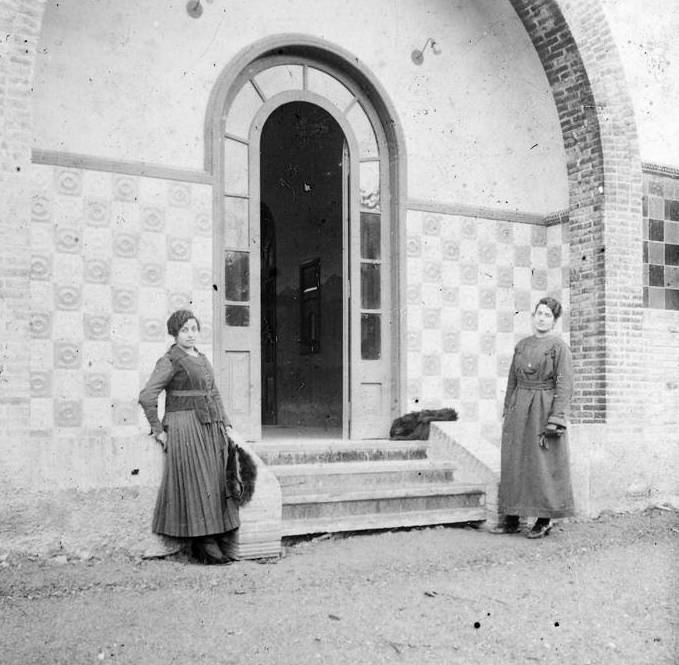
Entrada de l'estació l'any 1918
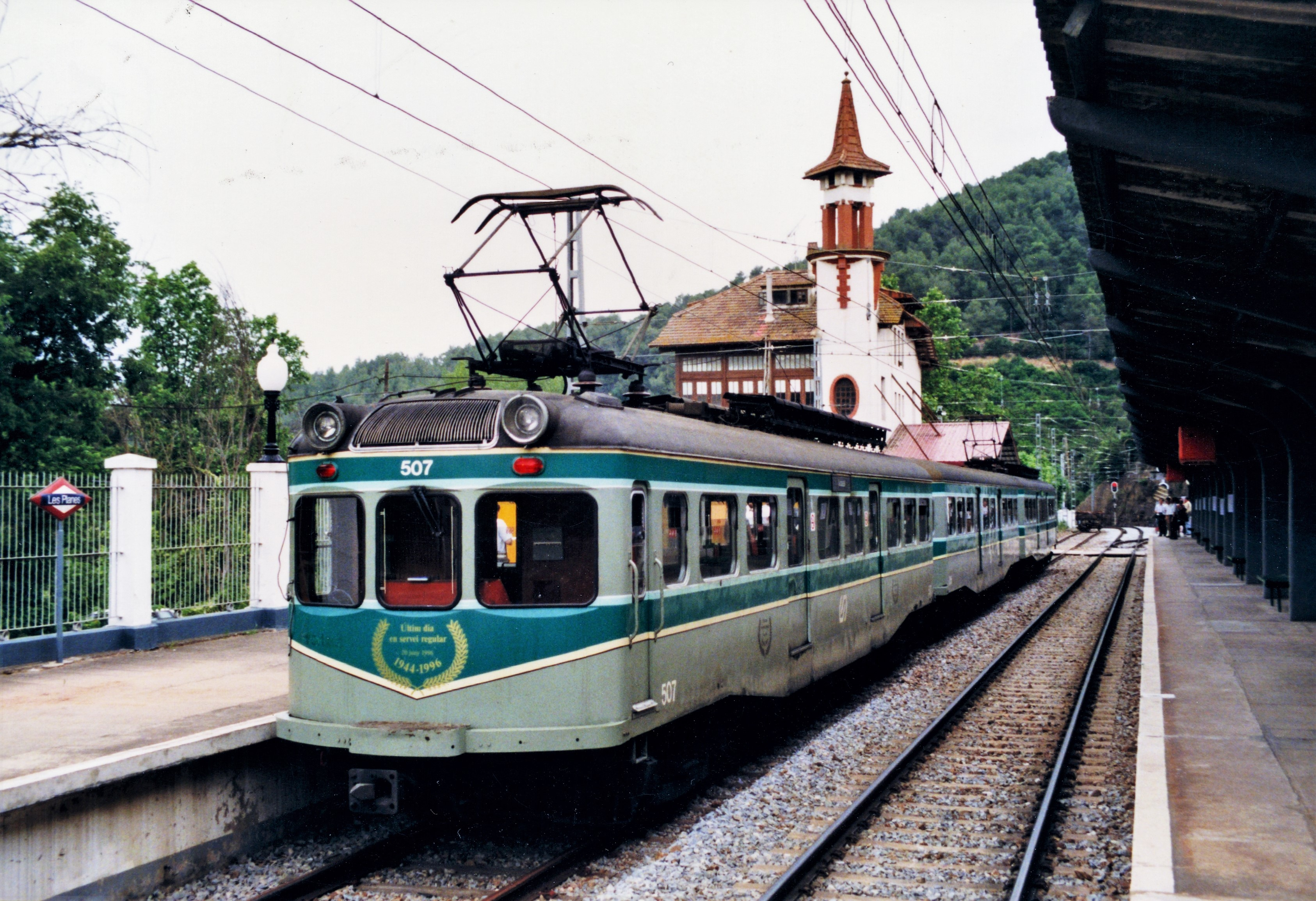
Una unitat 400 el 1996, en el dia del seu comiat.
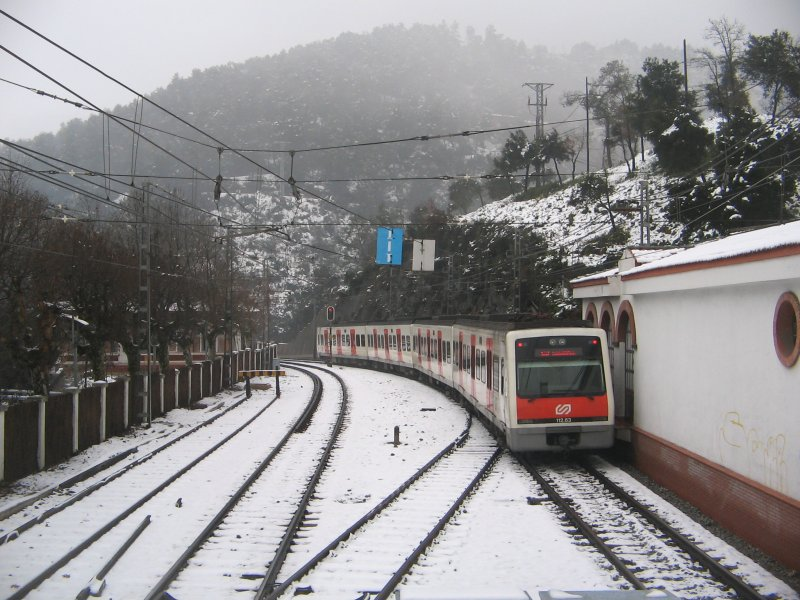
Unitat 112 amb servei S2 Sabadell deixant l'estació el 2005